# Mikrach
Mikrach (ros. Микрах) – wieś w Rosji, w Dagestanie, w rejonie dokuzparyńskim. W 2010 liczyła 1259 mieszkańców, głównie Lezginów.